# 茨城郡
- 令制国一覧 > 東海道 > 常陸国 > 茨城郡
- 日本 > 関東地方 > 茨城県 > 茨城郡

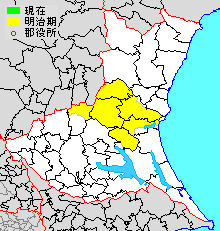
茨城県茨城郡の範囲

茨城郡（いばらきぐん）は、茨城県（常陸国）にあった郡。

## 郡域
概ね現在の下記の区域にあたるが、行政区画として画定されたものではない。
- 水戸市の大部分（概ね那珂川より北東を除く）
- 笠間市の全域
- 常陸大宮市の一部（概ね那珂川以南）
- 小美玉市の大部分（概ね園部川以西を除く）
- 東茨城郡城里町の全域
- 東茨城郡茨城町の大部分（海老沢・宮ヶ崎・城之内・網掛・小堤・駒場・神宿を除く）
- 東茨城郡大洗町の大部分（成田町・神山町を除く）
- 桜川市の北部（旧岩瀬町全域）。西那珂郡より編入した地域。

## 歴史
大化の改新以前は茨城国造の領域で、明治以降の東茨城郡・西茨城郡より広く、概ね現在の茨城県の中央部にあたる筑波山の東側から霞ヶ浦の北側、北浦の西側に及んだ。律令制下の郡編成が進む過程で南部が行方郡および河内郡の一部として分立し、常陸国茨城郡となる。郡の中心は現在の石岡市にあったとされ、本郡に常陸国の国府が置かれた。
律令制による国郡支配が解体された結果、平安時代末期以降、本郡でも荘園の分立や郡の分割が進んだ。近世初期の検地の際に近代に続く「茨城郡」の領域が確定したが、那珂郡の一部が本郡の北部に加えられる一方で、南部の常陸府中（現・石岡市）周辺は新治郡に属するものとされた。この結果、近世以降の茨城郡は、律令時代の茨城郡より領域が北に移動している。なお、元禄期の検地にて西那珂郡(現在の岩瀬町全域に当たる)を吸収している。

### 近代以降の沿革
所属町村の変遷は東茨城郡#郡発足以前の沿革、西茨城郡#郡発足以前の沿革をそれぞれ参照
- 「旧高旧領取調帳」に記載されている明治初年時点での支配は以下の通り。他にも寺社領、寺社除地[1]が存在。国名のあるものは飛地領。（298村）
  - 後の東茨城郡域（177村） - 幕府領（安藤伝蔵支配所・北条平次郎支配所・福田所左衛門支配所）、旗本領、水戸藩、宍戸藩、府中藩、麻生藩、土浦藩、笠間藩、陸奥守山藩
  - 後の西茨城郡域（121村） - 幕府領（安藤伝蔵支配所）、旗本領、笠間藩、宍戸藩、土浦藩、水戸藩
- 慶応4年6月27日（1868年8月15日） - 幕府領・旗本領が常陸知県事の管轄となる。
- 明治2年
  - 2月9日（1869年3月21日） - 常陸知県事の管轄地域が若森県の管轄となる。
  - 6月22日（1869年7月30日） - 常陸府中藩が任知藩事にともない改称して常陸石岡藩となる。
- 明治3年12月24日（1871年2月13日） - 陸奥守山藩が藩庁を移転して常陸松川藩となる。
- 明治4年
  - 常陸国内の領地替えにより若森県の管轄地域の一部が水戸藩・石岡藩の管轄となる。
  - 7月14日（1871年8月29日） - 廃藩置県により、藩領が水戸県、宍戸県、石岡県、麻生県、土浦県、笠間県、松川県の管轄となる。
  - 11月14日（1871年12月25日） - 第1次府県統合により、全域が茨城県の管轄となる。
- 明治11年（1878年）12月2日 - 郡区町村編制法の茨城県での施行により、水戸上市ほか1町179村の区域に東茨城郡、笠間町ほか1町104村の区域に西茨城郡がそれぞれ行政区画として発足。同日茨城郡消滅。